# تيوفيلو سيرانو
تيوفيلو سيرانو (بالإسبانية: Teófilo Serrano)‏ هو موظف مدني وسياسي إسباني، ولد في 28 يوليو 1950 في تطيلة في إسبانيا. حزبياً، نشط في حزب العمال الاشتراكي الإسباني (1976 – ). وقد انتخب الأمين العام لاتحاد مدريد الاشتراكي ‏ (1991 – 1994) وفي الانتخابات الإقليمية المدريدية 1991 ‏، انتخب عضو جمعية مدريد ‏ خلال  (20 يونيو 1991 – 4 مايو 1994) وانتخب عضو مجلس الشيوخ الإسباني ‏ خلال فترته النيابية ‏ (16 يوليو 1991 – 3 مايو 1994).